# Markus Rooth
Markus Rooth, född 22 december 2001, är en norsk friidrottare som tävlar i mångkamp.

## Karriär
Vid de europeiska U23-mästerskapen i friidrott 2023 tog Rooth guld i tiokamp med 8 608 poäng, vilket innebär ett nytt norskt rekord.
Vid olympiska sommarspelen 2024 i Paris så förbättrade Rooth det norska rekordet till 8 796 poäng när han lite överraskande vann OS-guldet i tiokamp. Det var Norges första medalj under de olympiska spelen. 